# Catalogue des Textes Hittites
Alle bekannten Texte hethitischer Provenienz, nicht nur in hethitischer Sprache geschriebene Texte, werden im Catalogue des Textes Hittites (CTH) zusammengestellt (publiziert 1971 durch Emmanuel Laroche, heute online fortgeführt). Studien über ausgewählte Texte werden in der Reihe Studien zu den Bogazkoy-Texten (StBoT) publiziert.

## CTH-Nummerierung
| - CTH 1-220 – Historical Texts - CTH 221-290 – Administrative Texts - CTH 291-298 – Legal Texts - CTH 299-309 – Lexical Texts - CTH 310-320 – Literary Texts - CTH 321-370 – Mythological Texts - CTH 371-389 – Hymns and Prayers | - CTH 390-500 – Ritual Texts - CTH 501-530 – Cult Inventory Texts - CTH 531-582 – Omen and Oracle Texts - CTH 583-590 – Vows - CTH 591-724 – Festival Texts - CTH 725-830 – Texts in Other Languages - CTH 831-833 – Texts of Unknown Type |

## Textauswahl
Hethitische Texte mit Wikipedia-Artikeln:
- Ägyptisch-Hethitischer Friedensvertrag (CTH 91)
- Kikkuli (CTH 284–286)
- Illuyanka (CTH 321)
- Appu-Märchen (CTH 360)
- Paškuwatti (CTH 406)